# Porto do Son
Porto do Son és un municipi de la província de la Corunya a Galícia. Pertany a la Comarca de Noia.

## Geografia
Limita al nord amb Boiro, A Pobra do Caramiñal i Ribeira i al nord-est amb Noia i Lousame.

## Parròquies
- Baroña
- Caamaño
- Goiáns, on es troba la vila de Portosín.
- Miñortos
- Nebra
- Noal, on es troba la capital municipal, Porto do Son.
- Queiruga
- Ribasieira
- San Pedro de Muro
- Xuño

## Demografia
| 9.244 | 9.682 | 10.876 | 11.102 | 10.039 |
| Fonts: INE i IGE (Els criteris de registre censal variaren i les dades de l'INE i de l'IGE poden no coincidir.) |       |        |        |        |

## Galeria d'imatges

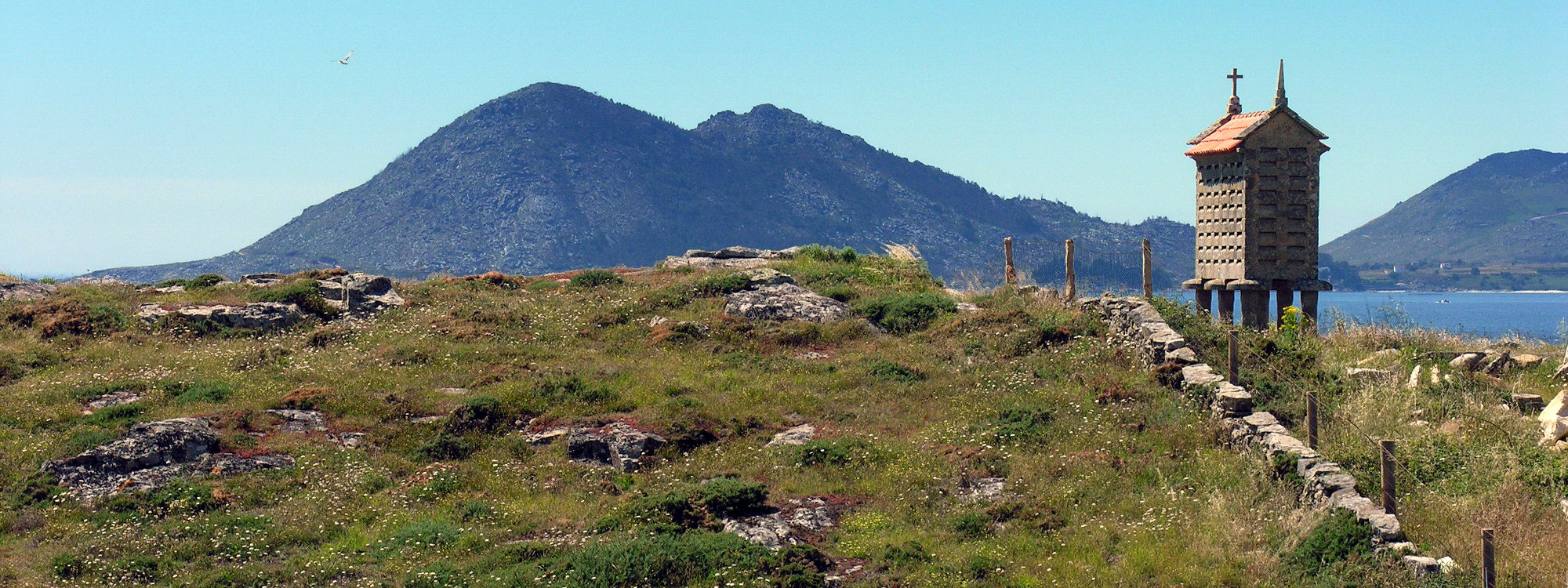
Vista de la ria de Muros i Noia des de Porto do Son
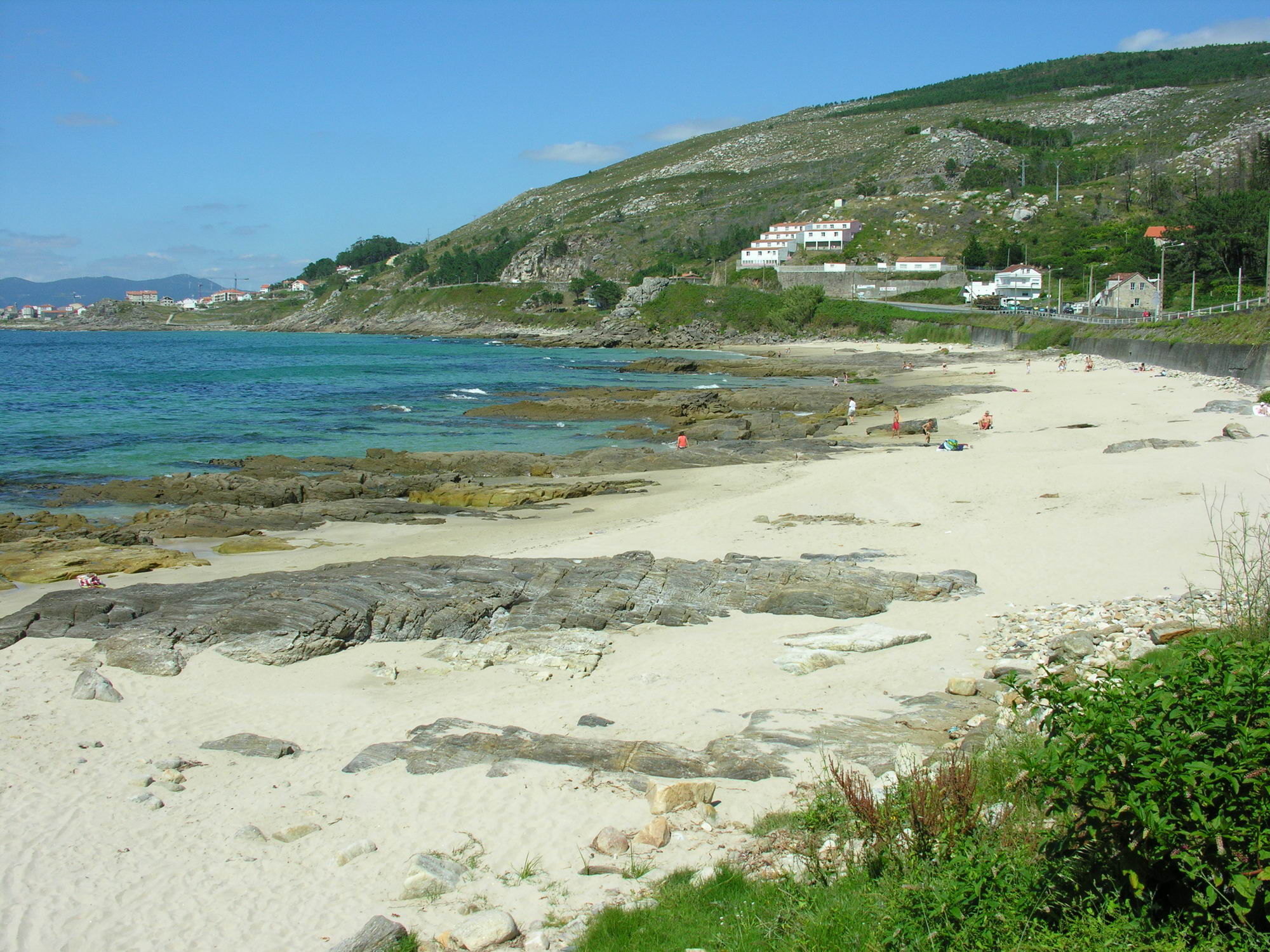
Platja d'Arnela, a Baroña
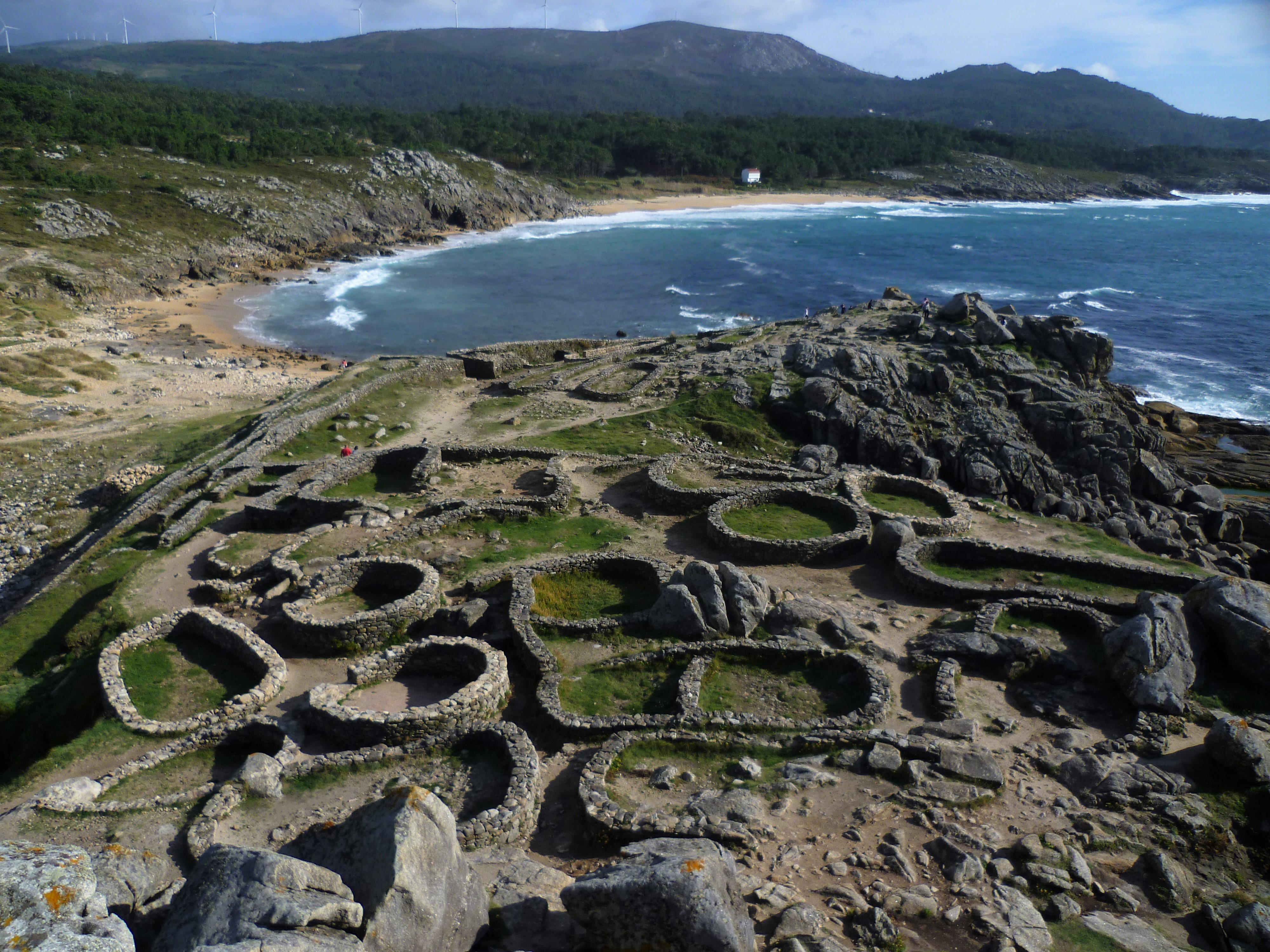
Castro de Baroña
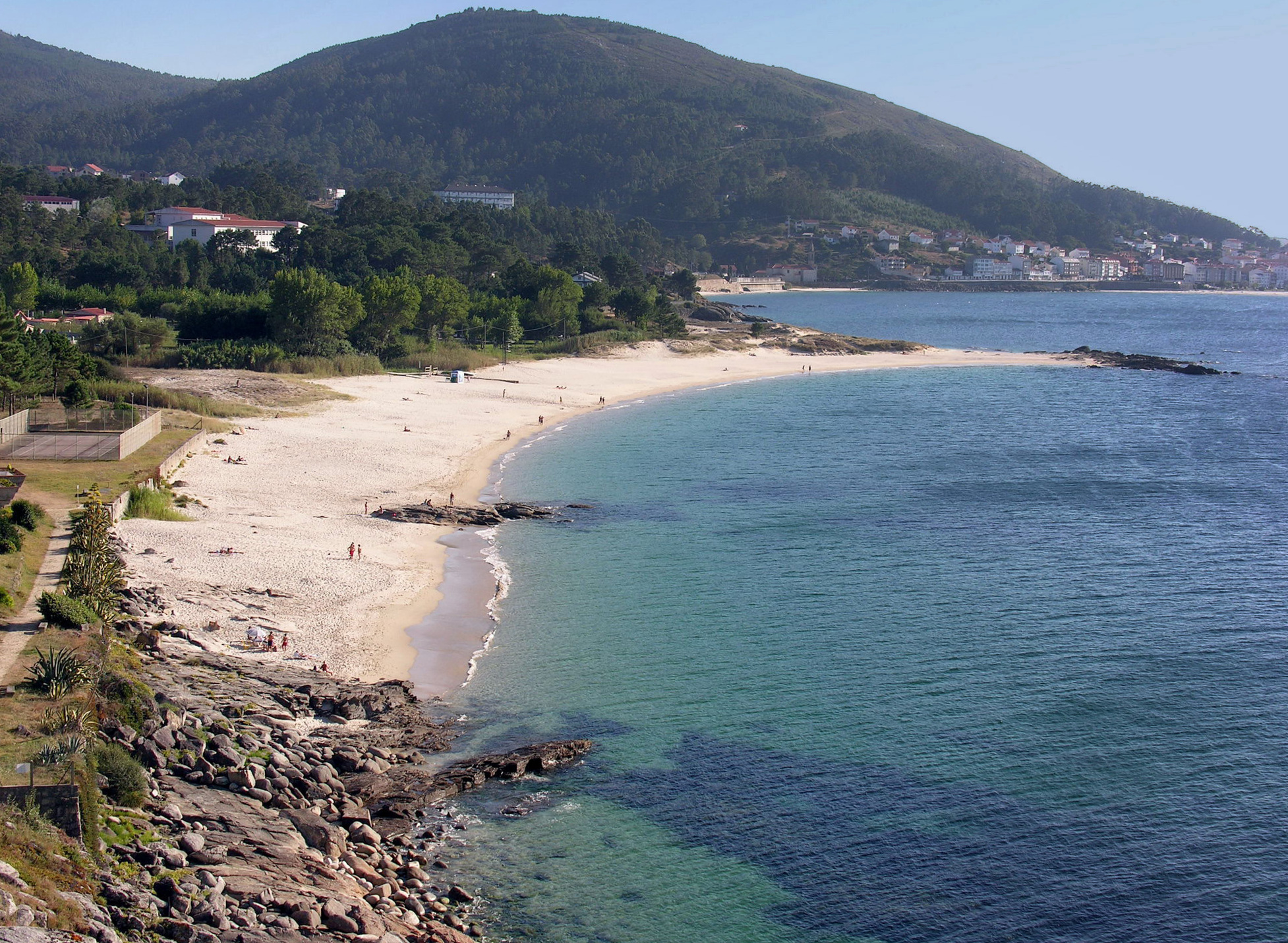
Platja de Caveiro